# Rik Van Linden

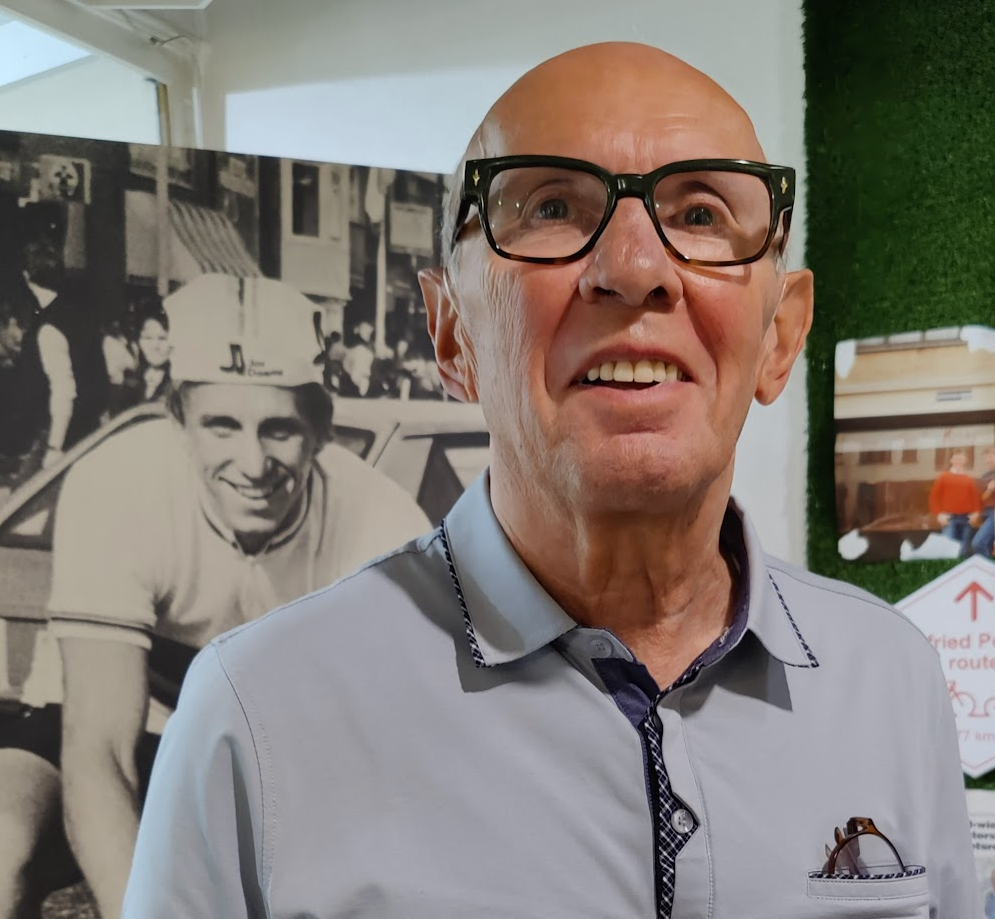
Rik Van Linden (2025)

Rik Van Linden (* 28. Juli 1949 in Wilrijk) ist ein ehemaliger belgischer Radrennfahrer.
Rik van Linden begann 1965 mit dem Radsport, sein Vater Jef war ebenfalls Berufsfahrer. 1968 gewann Rik Van Linden als Junior die Belgische Straßenmeisterschaft und errang 73 Siege. 1969 siegte er bei der Flandern-Rundfahrt der Amateure und 1970 bei der Meisterschaft im Bahn-Omnium. Ein Jahr später konnte er in der Amateurklasse weitere 31 Siege feiern, 1970 waren es 22.
1971 wurde Van Linden Profi und war bis in die 1970er Jahre erfolgreich. Sein größter Erfolg war 1975 das Erringen des Grünen Trikots bei der Tour de France, an der er bis 1982 insgesamt fünfmal teilnahm und vier Etappen gewann. Schon 1972 hatte er in dieser Punktewertung den zweiten Platz hinter Eddy Merckx belegt. Beim Giro d’Italia gewann er neun Etappen sowie zwei bei der Spanien-Rundfahrt.
1971 sowie 1973 siegte Rik Van Linden beim Klassiker Paris–Tours, 1974 beim Giro di Sardegna, im Giro di Campania und 1977 Mailand–Turin. 1975 gewann er den Großen Preis der Dortmunder Union-Brauerei. 1977 und 1979 wurde er zudem Belgischer Meister im Dernyrennen. 29-mal startete er bei Sechstagerennen und gewann 1977 in Mailand mit Felice Gimondi, mit dem zusammen er auch mehrere Jahre im Team Bianchi-Piaggio fuhr.
1983 trat Van Linden vom Radsport zurück. Er ist der Bruder des ehemaligen Radprofis Alex Van Linden.